# Thomas K. Caughey
Thomas Kirk Caughey (* 22. Oktober 1927 in Schottland; † 7. Dezember 2004) war ein schottisch-US-amerikanischer Ingenieur.

## Leben
Caughey studierte an der University of Glasgow mit dem Bachelor-Abschluss 1948 als Elektroingenieur, arbeitete als Teil seines Wehrdienstes als Ingenieur in der Industrie (Walter-Antriebe für U-Boote der Royal Navy, unter anderem bei Howden in Glasgow), erhielt 1952 einen Master-Abschluss in Maschinenbau an der Cornell University und wurde 1954 am Caltech als Ingenieur (über nichtlineare Mechanik) promoviert, an der er seit 1952 Instructor für Angewandte Mechanik war. Danach war er Ingenieur bei NAm Electronics. Ab 1955 war er Assistant Professor und ab 1962 Professor für Angewandte Mechanik am Caltech, wobei die Grenzen zwischen verschiedenen ingenieurwissenschaftlichen Disziplinen damals am Caltech unter Leitung von Frederick C. Lindvall fließend waren.
Er beriet unter anderem am Jet Propulsion Laboratory (ab 1969) und bei Tetratech (ab 1970). 
Er befasste sich mit theoretischen und praktischen Arbeiten, unter anderem in den Bereichen nichtlineare Dynamik (besonders nichtlineare stochastische Dynamik), Schwingungen, Elektronik, Akustik, mit angewandter Mathematik und klassischer Physik. Am Caltech war er unter George Housner und Donald Hudson mit Dino Morelli Mitentwickler einer Maschine zur Simulation von Erdbeben.
2002 erhielt er die Von-Karman-Medaille. Er war Mitglied der American Association for the Advancement of Science.
Anfang der 1960er Jahre assistierte er mit zwei anderen Ingenieuren auch Richard Feynman in seiner berühmten Physikvorlesung für Anfänger, aus der die Feynman-Vorlesungen über Physik hervorgingen.

## Caughey Award
Der Thomas K. Caughey Dynamics Award der ASME für nichtlineare Dynamik ist ihm zu Ehren benannt. Er ist mit 1000 Dollar dotiert. Preisträger waren:
- 2008 Ali Hasan Nayfeh
- 2009 Stephen H. Crandall
- 2010 Jerrold Marsden
- 2011 Philip Holmes
- 2013 Lothar Gaul